# Ramon de Torrelles i de Blanes
Ramon de Torrelles i de Blanes   () fou un noble català.

## Biografia
Era fill d'Antoni de Torrelles i Marc i germà de Pere de Torrelles i de Blanes. Casat primer amb Aldonça d'Alomar. Es casà per segona vegada el 1406 amb Elionor de Fonollar, la qual era dama de la reina Maria de Luna, l'esposa de Martí l'Humà i filla d'Humbert i de Constança d'Aragó. Ramon i Elionor tingueren almenys un fill: Martí Benet de Torrelles i de Fonollar.
El 1405 adquirí el castell de la Roca del Vallès a Pere Arnau Marquès. Com el seu germà Pere, era un home de confiança del rei Martí. Com a tal fou el seu cambrer major, castlà del castell de Bellver de Cerdanya, batlle i sotsveguer del Baridà, i també castlà del Palau Reial Major de Barcelona. Pel mateix motiu el 1408 també el va nomenar comissari general de les aljames dels jueus a tota la Corona d'Aragó. Per algun motiu fou empresonat el 1410, i alliberat al cap de poc a instàncies del seu germà i dels consellers de Barcelona. Els dos germans eren els tutors de l'infant Frederic de Luna, la candidatura del qual van defensar durant l'interregne 1410-1412. També va servir, tant a Sardenya com a Sicília, amb una galera, amb la qual ajudà la reina vídua Blanca de Navarra en els seus afers sicilians.